# Gert Heidenreich

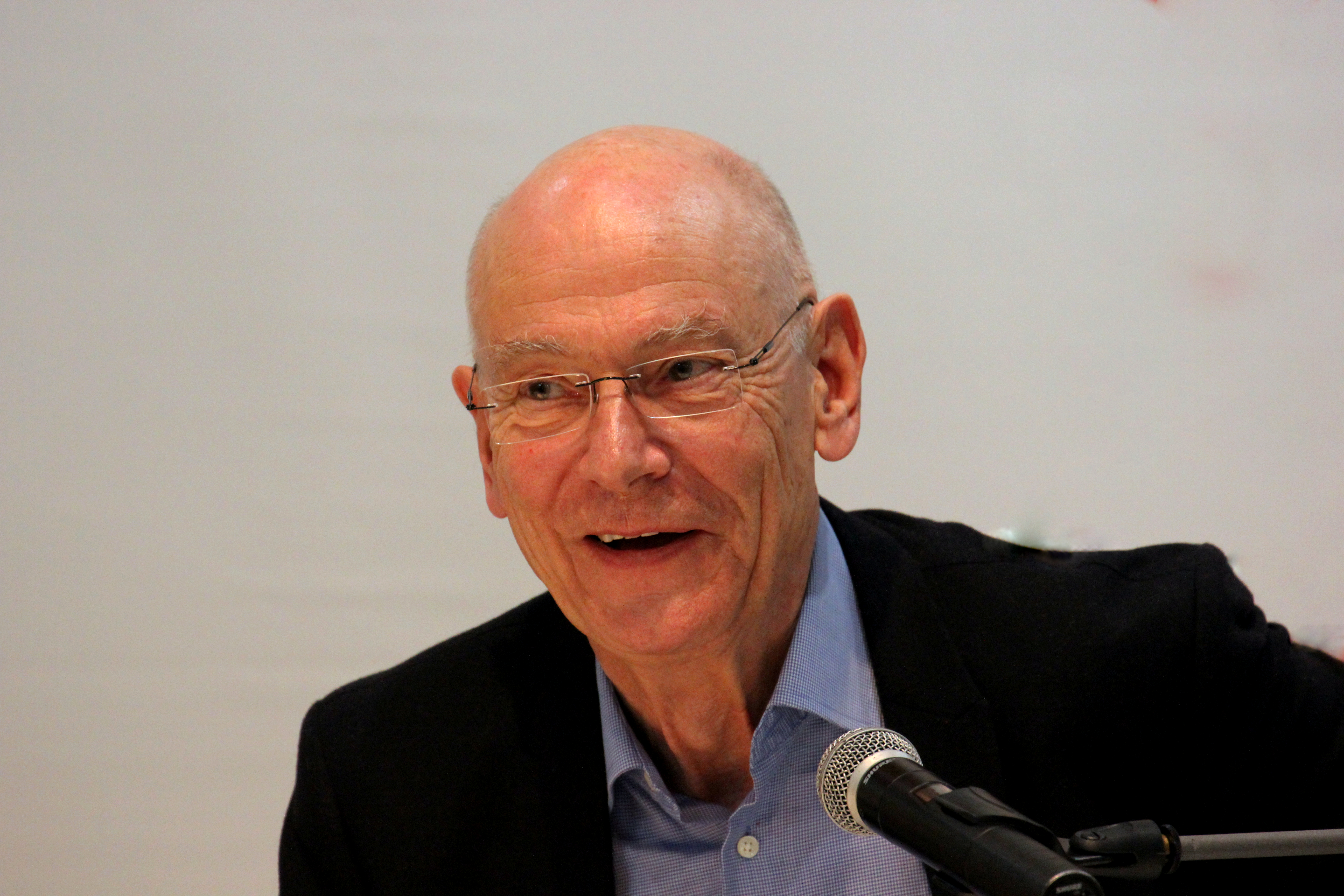
Gert Heidenreich auf der Leipziger Buchmesse 2016

Gert Heidenreich (* 30. März 1944 in Eberswalde) ist ein deutscher Schriftsteller, Hörspielsprecher, Journalist, Rundfunk- und Hörbuchsprecher.

## Leben

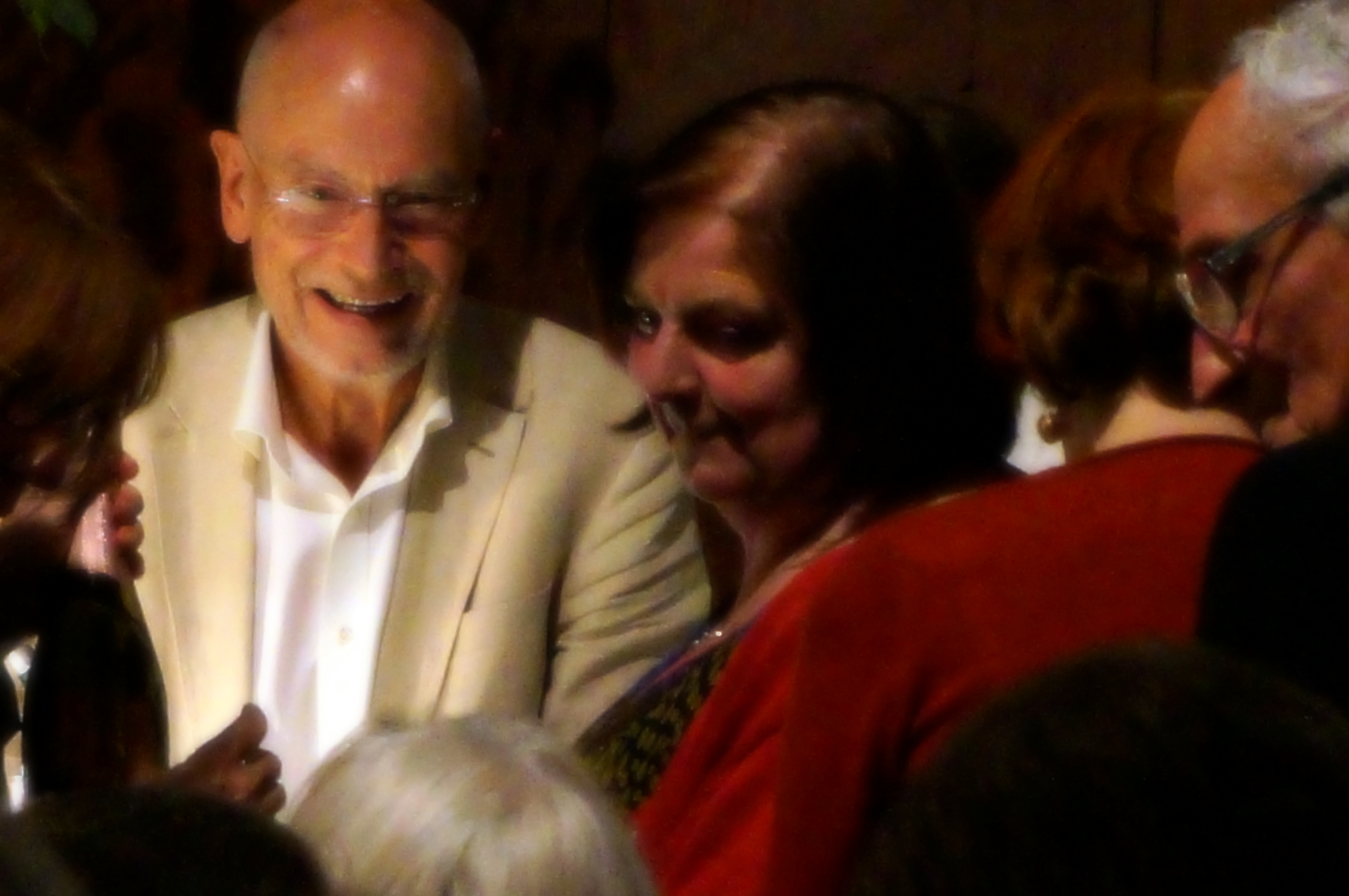
70 Jahre Gert Heidenreich (2. April 2014 in der Seidlvilla)

Gert Heidenreich studierte nach dem Abitur am humanistischen Ludwig-Georgs-Gymnasium in Darmstadt (1962) und der Kriegsdienstverweigerung an der Ludwig-Maximilians-Universität in München Germanistik, Soziologie, Philosophie und Theaterwissenschaft. 1965 heiratete er Elke Heidenreich, geb. Riegert.
Seit 1966 arbeitete er beim Bayerischen Rundfunk als Journalist, dann seit 1969 als freier Schriftsteller und Sprecher. 1970 gründete er mit weiteren Künstlern das Theater in der Kreide (TiK) in München und hob im frisch entstandenen Radioprogramm Bayern 3 die Sendung Pop Sunday mit „progressiver“ junger Literatur und damals avantgardistischer Rockmusik aus der Taufe. Als Journalist und Sprecher arbeitete er für verschiedene Rundfunkanstalten, schrieb für die Wochenzeitung Die Zeit und verfasste Reportagen für das Reisemagazin Merian. Mehrere Reisen führten ihn in die Sahara und in die südlicheren Länder Afrikas. Im Auftrag des Goethe-Institutes reiste er nach Indien, Afrika, Japan und Zentralasien. Er übersetzte Werke aus der amerikanischen, britischen und kasachischen Literatur. Seine Stimme kann man in zahlreichen Hörbüchern sowie in einer großen Zahl von Fernsehdokumentationen (u. a. Die großen Kriminalfälle, Abenteuer Forschung / Leschs Kosmos) hören. Er hat neben eigenen Büchern als Sprecher zahlreiche Texte anderer Autoren eingelesen, zum Beispiel Umberto Ecos Der Name der Rose und J.R.R. Tolkiens Der Herr der Ringe.
Gert Heidenreich ist Mitglied im PEN-Zentrum Deutschland. Von 1991 bis 1995 war er Präsident des westdeutschen P.E.N.-Clubs. Seine Bestrebungen, diesen mit dem ostdeutschen Pendant zu vereinigen, scheiterten und lösten heftige Diskussionen aus. Seit 2004 ist er Mitglied der Bayerischen Akademie der Schönen Künste. Von 2011 bis 2015 war er dort Direktor der Abteilung Literatur.
Seit 1979 ist er mit der Familientherapeutin und Autorin Gisela Heidenreich verheiratet. Aus dieser Ehe stammen zwei Söhne. Heidenreich lebt in Seefeld bei Herrsching am Ammersee. Er zählt sich selbst zu den Alt-68ern, mit deren Zielen und deren Wirkung er sich kritisch auseinandersetzt. Seine Schwester Anje Eibl war mit dem deutschen Literaturwissenschaftler Karl Eibl verheiratet.

## Auszeichnungen
- 1985: Fernsehfilmpreis der Deutschen Akademie der Darstellenden Künste, für Strafmündig
- 1986: Adolf-Grimme-Preis mit Bronze, für Strafmündig (zusammen mit Roland Gall und Robert Düssler)
- 1990: Förderpreis Literatur der Landeshauptstadt München, für Belial oder Die Stille
- 1995: Phantastik-Preis der Stadt Wetzlar, für Die Nacht der Händler
- 1998: Marieluise-Fleißer-Preis
- 2000: Hörbuch 2000, gemeinsam mit Hans Magnus Enzensberger
- 2004: Goldene Verdienstmedaille des Bayerischen Rundfunks
- 2005: Bayerischer Poetentaler
- 2013: Bayerischer Filmpreis – gemeinsam mit Edgar Reitz – in der Kategorie Bestes Drehbuch, für Die andere Heimat – Chronik einer Sehnsucht
- 2014: Deutscher Filmpreis in Gold – gemeinsam mit Edgar Reitz – in der Kategorie Bestes Drehbuch, für Die andere Heimat – Chronik einer Sehnsucht
- 2016: Adolf-Grimme-Preis f. besondere journalistische Leistungen, für Meister des Todes (Drehbuch)
- 2017: Marler Medienpreis Menschenrechte von Amnesty International, für Meister des Todes (Drehbuch)
- 2019: Deutscher Hörbuchpreis (Bester Interpret)

## Werke (Auswahl)

### Bücher
- Berthold Viertel. Schriften zum Theater, herausgegeben und kommentiert von Gert Heidenreich. München/Berlin 1970.
- Rechtschreibung. Gedichte. Relief-Verlag, München 1971.
- Strafmündig. Theaterstück. S. Fischer, Frankfurt a. M. 1980.
- Der Ausstieg. Roman. Claassen, Düsseldorf 1982.
- Die Steinesammlerin. Roman. Claassen, Düsseldorf 1984. (Erzählt die Geschichte einer Liebe zwischen einem Deutschen und einer Französin im Kriegs- und Nachkriegsfrankreich.)
- Die Gnade der späten Geburt. Sechs Erzählungen. Piper, München/Zürich 1986.
- Eisenväter. Gedichte. Piper, München/Zürich 1987.
- Füchse jagen. Epilog auf das Jahr 1968. Theaterstück über Rudi Dutschke und den Attentäter Josef Bachmann. Piper, München/Zürich 1988.
- Belial oder Die Stille. Roman. Piper, München/Zürich 1990.
- Kehrseiten. Reden und Aufsätze zur Literatur und Politik. Piper, München/Zürich 1992.
- Hauptstadt Berlin. Aufsatzsammlung. Hrsg. von Will Keller. Hoffmann und Campe, Hamburg 1991.
- Magda. Theaterstück über Magda Goebbels und ihr Ende. Piper, München 1992.
- Die Nacht der Händler. Roman. Piper, München/Zürich 1995.
- Die Heimat der Phantasie. Essays. Mitteldeutscher Verlag, Halle 1996.
- Der Geliebte des Dritten Tages. Erotische Mysterien. Erzählungen. Deutsche Verlags-Anstalt, Stuttgart 1997; Taschenbuch dtv, München 2002.
- Abschied von Newton. Roman. Deutsche Verlags-Anstalt, Stuttgart 1998; Taschenbuch dtv, München 2001.
- Zwei Reden in Weimar. Essays. Bibliothek der Provinz, Wien u. a. 1999.
- Der Mann, der nicht ankommen konnte. Alltägliche Mysterien. Erzählungen. Deutsche Verlags-Anstalt, Stuttgart 2000.
- Im Augenlicht. Gedichte. Deutsche Verlags-Anstalt, Stuttgart/München 2002.
- Die Steinesammlerin von Etretat. Roman. Marebuchverlag, Hamburg 2004.
- Thomas Gottschalk. Die Biographie. Deutsche Verlags-Anstalt, München, August 2004.
- Im Dunkel der Zeit: Swobodas erster Fall Roman. Nymphenburger Verlag, München 2007; Taschenbuch: dtv 2008.
- Schreiben in einer friedlosen Welt. Herausgegeben und mit einem Vorwort von Gert Heidenreich; internationale Essaysammlung u. a. mit Beiträgen von Nadine Gordimer, Norman Manea, Sergio Ramirez. Berliner Taschenbuch Verlag, 2007.
- Die Nacht der Händler. Roman (Neuausgabe). Langen Müller Verlag, München 2009.
- Das Fest der Fliegen: Swobodas zweiter Fall Roman. Langen Müller Verlag, München 2009; Taschenbuch: dtv 2011
- Mein ist der Tod: Swobodas dritter Fall Kriminalroman. Langen Müller Verlag, München 2012.
- Die andere Heimat Novelle. Droemer Verlag München 2013. Taschenbuch Droemer Verlag 2015
- Der Fall: Swobodas vierter Fall Kriminalroman. Klett-Cotta, Stuttgart 2014, ISBN 978-3-608-98019-6. Taschenbuch dtv, München 2017
- Nächte mit Leonard. Essay über Leonard Cohen. MaroVerlag 2015
- Das Lied von Kulager Kasachisches Epos von I. Shansugirow. Nachdichtung von Gert Heidenreich. Büchergilde Gutenberg, Stuttgart 2016
- Die Wiederkehr der Nashörner. Vernunft in fanatischer Zeit Essay. In Das freie Wort, hg. v. Johano Strasser. Allitera Verlag München 2017
- Schweigekind Roman. Transit Verlag, Berlin 2018.
- Das Meer. Atlantischer Gesang. Langgedicht. Bibliothek der Provinz, Weitra 2023.

### Theater, Hörspiel, Film
- Klischee eines Vorfalls. Hörspiel. Bayerischer Rundfunk, 1972
- Strafmündig. Uraufführung: Staatstheater Braunschweig, 28. September 1981
- Der Wetterpilot. 2 Theaterstücke. Fischer, Frankfurt a. M. 1984; Taschenbuch ebd. 1984. Uraufführung: Städtische Bühnen Osnabrück, 9. Dezember 1983
- Strafmündig. Fernsehfilm. Radio Bremen 1985.
- Füchse jagen. Uraufführung: Landestheater Tübingen, 10. November 1988
- Magda. Der Wechsler. 2 Stücke. Piper, München 1993. Uraufführung: Städtische Bühnen Chemnitz, 13. März 1993; Uraufführung: Deutsches Theater Göttingen, 2. Mai 1992.
- Jahrestagung. Stück in 3 Akten. Dramaturgie der Assoziation, drei Märchen von Mann und Frau. Mit einer Dokumentation zur Uraufführung und einem Nachwort von Herwig Kaiser. Edition Karlsberg, Homburg/Saarpfalz 1994. Uraufführung: Saarländisches Staatstheater Saarbrücken, 3. Juni 1994.
- Vaterliebe. Uraufführung: Ernst Deutsch Theater Hamburg, 22. Mai 1997.
- Endgeil. Uraufführung: E.T.A.-Hoffmann-Theater Bamberg 4. Juni 2005. Regie: Gert Heidenreich.
- Die andere Heimat. Drehbuch zusammen mit Edgar Reitz. 2012.
- Sanssouci. Farce. Komödie, Jussenhoven & Fischer Theaterverlag, Köln, 2013
- Meister des Todes. Drehbuch zusammen mit Daniel Harrich. 2015 ARD
- Gift. Drehbuch zusammen mit Daniel Harrich. 2017 ARD
- Saat des Terrors. Drehbuch zusammen mit Daniel Harrich. 2018 ARD
- Meister des Todes 2. Drehbuch zusammen mit Daniel Harrich, 2020 ARD
- Leibniz – Chronik eines verschwundenen Bildes. Drehbuch für Edgar Reitz. 2025

### Hörspiele (als Sprecher)
- 1970: Zwei oder drei Porträts von Helmut Heißenbüttel. (11M). Regie: Heinz Hostnig. BR.
- 1977: Die verlorene Ehre der Katharina Blum von Heinrich Böll. Regie: Ferry Bauer. ORF Oberösterreich.
- 2003: M – Eine Stadt sucht einen Mörder von Thea von Harbou. (Erzähler). Regie: Bernhard Jugel. BR Hörspiel und Medienkunst.
- 2003: Caruso singt nicht mehr von Anne Chaplet. (Erzähler). Regie: Walter Adler. BR.
- 2005: Nichts als die Wahrheit von Anne Chaplet. (Erzähler). Regie: Walter Adler. BR. Als Podcast/Download im BR Hörspiel Pool.[1]
- 2006: Schneesterben von Anne Chaplet. (Erzähler) Regie: Walter Adler. BR.

### Hörbücher
- 2005: Die Steinesammlerin von Etretat. Autorenlesung. 5 CDs, 350 Min., marebuch verlag, Hamburg, ISBN 978-3-936384-56-7.
- 2006: Der Glückspilz von Ephraim Kishon. 6 CDs. Langen Müller Audio Books München, ISBN 978-3-7844-4097-2.
- 2007: Stoibers Vermächtnis. Große Momente, große Reden, große Freude von Jürgen Roth. Verlag Kunstmann.
- 2007: Die Tränen der Wüste von Paulo Coelho, Diogenes Hörbuch.
- 2007: Die Hexe von Portobello von Paulo Coelho, Diogenes Hörbuch.
- 2007: Im Dunkel der Zeit von Gert Heidenreich, Autorenlesung. Langen Müller Hörbuch, 6 CDs, ISBN 978-3-7844-4118-4.
- 2007: Spaziergang nach Syrakus von Johann Gottfried Seume. Grosser & Stein, 2007, 6 CDs, ISBN 978-3-86735-251-2.
- 2008: Der Hobbit und Die Kinder Húrins von J.R.R. Tolkien. Dhv der Hörverlag, ISBN 978-3-86717-211-0.
- 2008: Der Herr der Ringe: Die Komplettlesung zusammen mit Joachim Höppner. 45 CDs. DHV Der Hörverlag, München, ISBN 978-3-86717-311-7.
- 2008: Der Name der Rose von Umberto Eco. Der Hörverlag, München, 20 CDs.
- 2008: Handbuch des Kriegers des Lichts von Paulo Coelho. Diogenes Hörbuch.
- 2008: Der letzte Weynfeldt von Martin Suter. ungekürzt, 7 CDs, 511 Min. Diogenes Verlag, Zürich, ISBN 978-3-257-80200-9.
- 2008: Der Untergang des Bayernlandes von Jürgen Roth. Kunstmann Verlag, München, ISBN 978-3-88897-565-3.
- 2010: 108 Perlen der Weisheit vom Dalai Lama. 1 CD. Kamphausen, ISBN 978-3-86266-004-9.
- 2009: 1850 Jahre deutsche Geschichte. Ein Versuch von Herbert Rosendorfer. teilw. leicht gekürzt, 28 CDs, 1969 Min. Verlag Herbig München, ISBN 978-3-7844-4199-3.
- 2009: Das Fest der Fliegen von Gert Heidenreich, Autorenlesung. 6 CDs. Langen Müller, München, ISBN 978-3-7844-4204-4.
- 2009: Mit Verlaub, Herr Präsident von Jürgen Roth. Kunstmann Verlag, München, ISBN 978-3-88897-563-9.
- 2010: EXIT – Wohlstand ohne Wachstum, von Meinhard Miegel. 8 CDs, 637 Min. Ungehört Verlag, Frankfurt, ISBN 978-3-942402-01-9.
- 2010: Allmen und die Libellen von Martin Suter. ungekürzt, 4 CDs, 244 Min. Diogenes Verlag Zürich, ISBN 978-3-257-80305-1.
- 2010: Sie Düffeldoffel da! Herbert Wehner – Ein komischer Heiliger von Jürgen Roth. 2 CDs. Kunstmann Verlag, München, ISBN 978-3-88897-694-0.
- 2011: Der große Gatsby von F. Scott Fitzgerald. 5 CDs, 361 Min. Diogenes Verlag, Zürich, ISBN 978-3-257-80276-4.
- 2011: Allmen und der rosa Diamant von Martin Suter. 4 CDs, 277 Min. Diogenes Verlag, Zürich, ISBN 978-3-257-80313-6.
- 2011: Die Geheimnisse des Dritten Reichs von Guido Knopp. 6 CDs, 498 Min. Der Hörverlag, München, ISBN 978-3-86717-824-2.
- 2011: Der Friedhof in Prag von Umberto Eco, zusammen mit Jens Wawrczeck. 14 CDs, 993 Min. Der Hörverlag, München, ISBN 978-3-86717-793-1.
- 2011: Helmut Schmidt. Politik ist Kampfsport von Jürgen Roth. Kunstmann Verlag, München, ISBN 978-3-88897-742-8.
- 2011: Infinity von Wolfgang Hohlbein. Hörbuch Hamburg, ISBN 978-3-86952-079-7.
- 2012: Der Meister von Herbert Rosendorfer. 4 CDs, 245 Min. Audiobuch Verlag, Freiburg, ISBN 978-3-89964-433-3.
- 2012: Franz Josef Strauß von Jürgen Roth. 2 CDs, 158 Min. Kunstmann Verlag, München, ISBN 978-3-88897-764-0.
- 2012: Weitlings Sommerfrische von Sten Nadolny. Hörbuch Hamburg, ISBN 978-3-86952-115-2.
- 2013: Frösche von Mo Yan. Hörbuch Hamburg, ISBN 978-3-89903-852-1.
- 2013: Die unendliche Geschichte, ungekürzte Fassung von Michael Ende. Silberfisch bei Hörbuch Hamburg, ISBN 978-3-86742-236-9, (DE: Platin (Hörbuch-Award))[2]
- 2013: Momo von Michael Ende. Silberfisch bei Hörbuch Hamburg, ISBN 978-3-86742-246-8.
- 2013: Die dunkle Seite des Mondes von Martin Suter. Diogenes, ISBN 978-3-257-80316-7.
- 2014: Die andere Heimat von Gert Heidenreich. Osterwoldaudio, ISBN 978-3-86952-228-9.
- 2014: Thomas Kielinger: Winston Churchill – Der späte Held. Bonnevoice Hörbuchverlag München, ISBN 978-3-945095-03-4.
- 2015: Ein Stammbaum von Patrick Modiano. Hörbuch Hamburg, ISBN 978-3-89903-941-2.
- 2015: Michael Ende – Der Geschichtenerzähler. Osterwoldaudio, ISBN 978-3-86952-245-6.
- 2015: Hermann Hesse: Narziss und Goldmund. Hörbuch Hamburg.
- 2017: Martin Suter – Elefant. Diogenes Verlag, Zürich, Hörbuch, ISBN 978-3-257-69303-4.
- 2017: Kazuo Ishiguro: Was vom Tage übrig blieb, München Random House Audio hörbuch.
- 2018: Martin Suter: Allmen und die Erotik, Diogenes Verlag, Zürich, Hörbuch.
- 2018: Kazuo Ishiguro: Der begrabene Riese, München randomhouse hörbuch.
- 2020: Michael Palin: Erebus. Bonnevoice Hörbuchverlag München.
- 2021: Ronald D. Gerste: Die Heilung der Welt. Das Goldene Zeitalter der Medizin 1840-1914. Klett-Cotta, Stuttgart/Der Audio Verlag, Berlin, ISBN 978-3608984095.
- 2021: Nachrichten aus Mittelerde von J.R.R. Tolkien (gemeinsam mit Timmo Niesner), der Hörverlag, ISBN 978-3-8445-4409-1.
- 2022: Einer von euch von Martin Suter, Diogenes Verlag, ISBN 978-3-257-80438-6.
- 2022: Traumpfade von Bruce Chatwin, der Audio Verlag, ISBN 978-3-7424-2163-0.
- 2023: Der Untergang von Númenor von J.R.R. Tolkien (gemeinsam mit Timmo Niesner & Johannes Steck), der Hörverlag, ISBN 978-3-8445-4934-8
- 2023: Alle meine Geister von Uwe Timm Argon Verlag, ISBN 978-3-8398-2079-7
- 2024: Allmen und Herr Weynfeldt von Martin Suter, Diogenes Verlag, ISBN 978-3-257-69565-6 (Allmen 7)
- 2025: Der Fall von Gondolin von J.R.R. Tolkien der Hörverlag, ISBN 978-3-8445-5293-5 (mit Timmo Niesner)

### Nachdichtung
- 2016: Ilijas Shansugirow: Das Lied von Kulager. Edition Büchergilde, Frankfurt am Main, ISBN 978-3-86406-050-2.